# Harald Pröglhöf
Harald Pröglhöf (8. Juli 1920 in Traismauer – 21. Dezember 1988 in St. Pölten) war ein österreichischer Opernsänger der Stimmlage Bassbariton.

## Leben
Pröglhöf studierte an der Wiener Musikakademie, sein Lehrer war der Staatsopernsänger Hermann Gallos. 1948 gewann Pröglhöf einen Gesangswettbewerb in Scheveningen.
Laut allen Quellen soll der Sänger im Jahr 1948 Ensemblemitglied der Wiener Staatsoper geworden sein, das dortige Archiv und alte Programmzettel verzeichnen jedoch bereits Auftritte ab Herbst 1945, beispielsweise den Kaiserlichen Kommissar in Puccinis Madama Butterfly am 19. September 1945. Pröglhöf sang sehr viele kleine und einige mittlere Rollen in extrem vielen Vorstellungen. So stand er 308 Mal als Haushofmeister bei der Feldmarschallin im Rosenkavalier auf der Bühne der Wiener Staatsoper, 254 Mal als Sciaronne in Tosca und 223 Mal als Kaiserlicher Kommissar. Als seine letzte Vorstellung ist im Aufführungsverzeichnis der Sciaronne am 2. Oktober 1977 verzeichnet.
Bei den Salzburger Festspielen war Pröglhöf von 1950 bis 1952 engagiert, 1950 in einem Konzert, 1951 als Zweiter Handwerksbursche in Bergs Wozzeck und 1952 in der Uraufführung der Strauss’schen Liebe der Danae. 1952 war er als Gast in Wagners Meistersingern von Nürnberg am Teatro alla Scala in Mailand verpflichtet. 1953 gastierte er mit der Wiener Staatsoper an der Opéra National de Paris. Er stand auch in Rom auf der Opernbühne.
Im Konzertsaal sang er eine Reihe von Sakralwerken, wie Bruckners Messe in f-Moll (1950 bei den Salzburger Festspielen), oder in konzertanten Aufführungen, wie bei Glucks Iphigenie auf Tauris (1956 im Wiener Musikverein).

## Rollen
| Mozart: - Masetto in Don Giovanni - Don Bartolo und Antonio in Le nozze di Figaro - Papageno und Zweiter Priester in Die Zauberflöte Offenbach: - Schlémil, Hermann und Luther in Les Contes d'Hoffmann Puccini - Kaiserlicher Kommissar in Madama Butterfly - Schaunard und Alcindor in La Bohème - Sciaronne, Cesare Angelotti, Schließer und Spoletta in Tosca - Ping in Turandot |  | Verdi: - Fra Melitone in La forza del destino - Rodrigo in Otello Strauss: - Zweiter Soldat und Ein Cappadocier in Salome - Haushofmeister bei der Feldmarschallin und Polizeikommissär in Der Rosenkavalier - Graf Lamoral in Arabella - Dritter König in Die Liebe der Danae Wagner: - Hermann Ortel und Nachtwächter in Die Meistersinger von Nürnberg - Steuermann in Tristan und Isolde - Heerrufer in Lohengrin |

## Aufnahmen
- Mozart:
  - Antonio in Le Nozze di Figaro, Dirigent: Erich Kleiber (Decca)
  - Zauberflöte (Columbia)
- Strauss:
  - Salome (Decca)
  - Salome, Dirigent: Rudolf Moralt (Philips)
  - Der Rosenkavalier, Dirigent: Erich Kleiber (Decca)
  - Der Rosenkavalier, Dirigent: Herbert von Karajan, aufgenommen 1956 Kingsway Hall, London (Columbia)
  - Ariadne auf Naxos, Dirigent: Erich Leinsdorf (RCA)
  - Arabella, Dirigent: Sir Georg Solti (Decca)
  - Die Frau ohne Schatten, Dirigent: Karl Böhm (Decca)
  - Daphne, Dirigent: Karl Böhm (DGG)
  - Capriccio, Live-Aufnahme der Wiener Staatsoper, dirigiert von Georges Prêtre, 21. März 1964
- Puccini:
  - Tosca (Westminster)
- Konzertrepertoire:
  - Bach: Matthäus-Passion, BWV 244, mit Kathleen Ferrier, Irmgard Seefried, Walther Ludwig, Otto Edelmann, Erich Kaufmann, Otto Wiener, Paul Schöffler, Walter Berry, Harald Pröglhöf; Wiener Symphoniker, Wiener Singverein, Dirigent: Herbert von Karajan (Verona)
  - Mozart: Requiem, KV 626, mit Werner Pech (Sopran), Hans Breitschop (Alt), Walther Ludwig (Tenor), Harald Pröglhöf (Bass); Wiener Hofmusikkapelle, Dirigent: Josef Krips. [New York]: Richmond, [1960]